# Кот д'Ем
Кот д'Ем (фр. Côte-d'Aime) насеље је и општина у источној Француској у региону Рона-Алпи, у департману Савоја која припада префектури Албервил.
По подацима из 2011. године у општини је живело 861 становника, а густина насељености је износила 32,79 становника/km². Општина се простире на површини од 26,26 km². Налази се на средњој надморској висини од 980 метара (максималној 2.960 m, а минималној 665 m).

## Демографија
| 1962. | 1968. | 1975. | 1982. | 1990. | 1999. | 2011. |
| ----- | ----- | ----- | ----- | ----- | ----- | ----- |
| 519   | 570   | 508   | 521   | 538   | 661   | 861   |

График промене броја становника у току последњих година